# Свята Ізраїлю
Держава Ізраїль широко, на державному рівні, відзначає тільки єврейські релігійні й національні свята. Національні свята відзначаються відповідно до єврейського календаря, який починається у вересні-жовтні, а місяці приблизно відповідають місячному циклові. У зв'язку з цим святкові дати щороку зміщуються в деяких межах. Оскільки дати в єврейському календарі змінюються із заходом сонця, усі свята, зокрема й нерелігйні, настають увечері перед основим днем свята й закінчуються наступного дня також у вечірній час.
Утім, для вірників, які належать до різних релігій і релігійних конфесій, статус свята мають також і їхні релігійні та національні свята.

## Свята та особливі дні за місяцями

### Тішрей

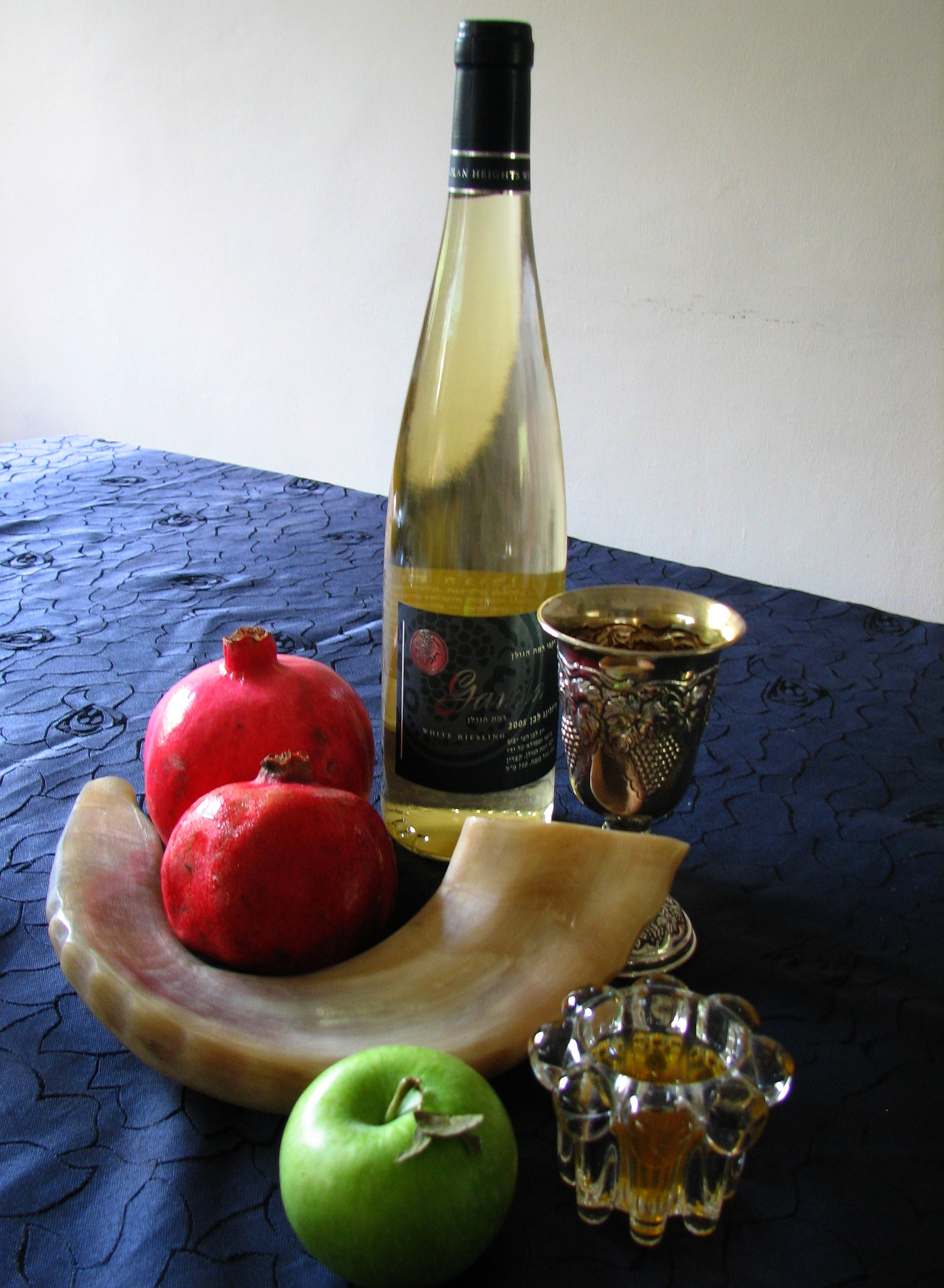
Символи Рош га-Шана

1–2 — Рош га-Шана (Голова року, Судний день, єврейський Новий рік; 2 вихідних дні)
3 — Піст Ґедалії
10 — Йом Кіпур (День викуплення/всепрощення; вихідний день)
15 — Сукот (вихідний день, в діаспорі 16-е також є Йом Тов, діють закони Шабату)
16–20 — Холь га-Моед Сукот (напівсвято: вихідний у державних установах, інші організації працюють півдня)
21 — гОшана Раба (Велика Ошана, івр. הושענא הגדול, гОшана га-Гадоль; сьомий день Суко́ту, скорочений робочий день)
22 — Шміні Ацерет / Сімхат Тора (Йом Тов, вихідний, восьмий день від початку свята Сукот, в Ізраїлі відзначається одночасно зі святом Сімхат Тора; в діаспорі Шміні Ацерет 22 і 23, і Сімхат Тора — 23 тішрея)

### Хешван
12 — День пам'яті вбивства Іцхака Рабина (робочий день)

### Кіслев
25 — Ханука (до 2 або 3 тевета; вихідні дні в державних установах)

### Тевет
10 — Піст Десятого тевета (робочий день)

### Шват
15 — ТУ бі-Шват (Новий рік дерев; робочий день)

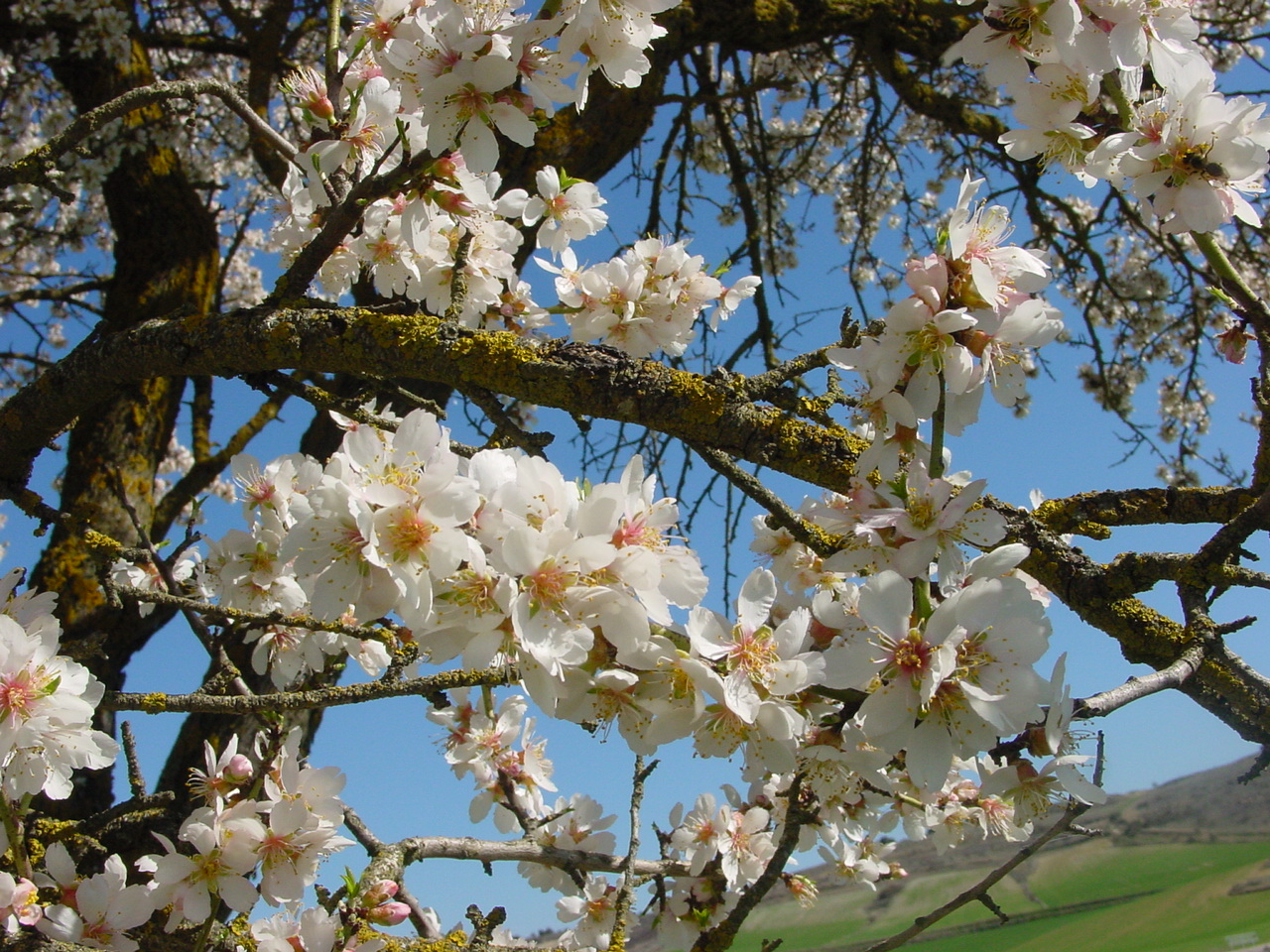
ТУ бі-Шват — день дерев

30 — День сім'ї (колишній День матері; робочий день)

### Адар
7 — День поминання незахоронених солдатів (робочий день)
13 — Піст Естер (робочий день)
14 — Пурим (вибірковий вихідний день)
15 — Шушан Пурим (вибірковий вихідний день у Єрусалимі)

### Нісан
15–21 — Песах (перший і останній дні — вихідні; інші дні — вихідні в державних установах, інші організації працюють півдня)
22 — Мімуна (робочий день)
27 — День пам'яті жертв Голокосту (Йом га-Шоа; робочий день)

### Іяр

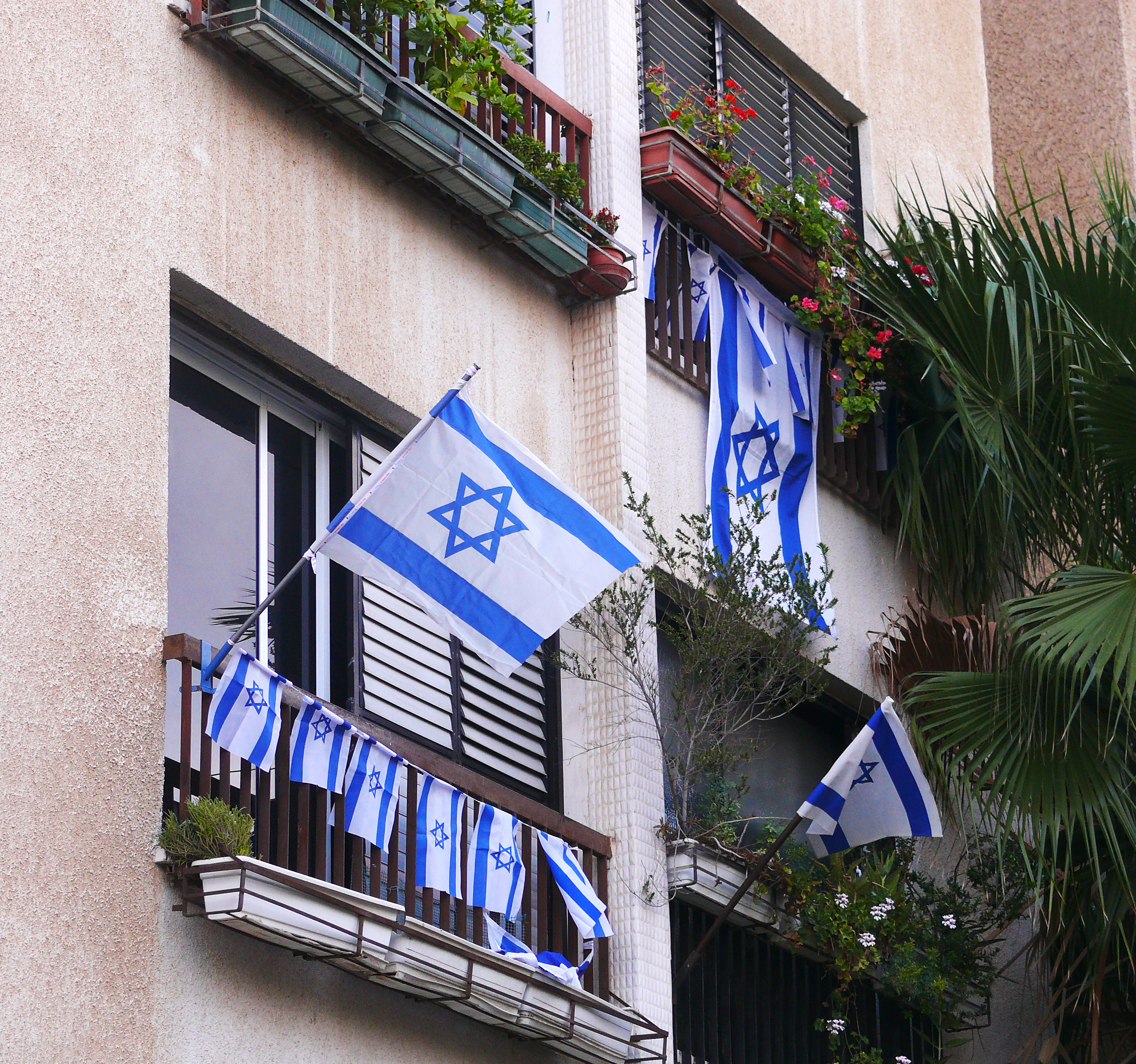
День незалежності Ізраїлю

4 — День пам'яті загиблих у війнах Ізраїлю та терактах (Йом га-Зікарон; короткий робочий день)
5 — День незалежності (вихідний)
14 — Песах шені (робочий день)
18 — ЛаҐ ба-Омер (33-ий день Омеру; робочий день)
28 — День Єрусалима (робочий день)

### Сіван
6 — Шавуот (П'ятдесятниця — 50-ий день Омеру; вихідний день)

### Тамуз
17 — Піст Сімнадцятого тамуза (робочий день)

### Ав
9 — Піст Дев'ятого ава (вибірковий робочий день)
15 — День закоханих (робочий день)